# Szaria (miasto)
Szaria (ros. Шарья) – miasto w środkowej części europejskiej Rosji, na terenie obwodu kostromskiego.
Szaria leży na terenie rejonu szariańskiego, którego ośrodek administracyjny stanowi.
Miejscowość leży nad rzeką Wietługa (dołpływ Wołgi) i liczy 24.813 mieszkańców (1 stycznia 2005 r.).
Szaria to młode miasto - zostało założone w 1906 r., prawa miejskie od roku 1938.

## Linki zewnętrzne

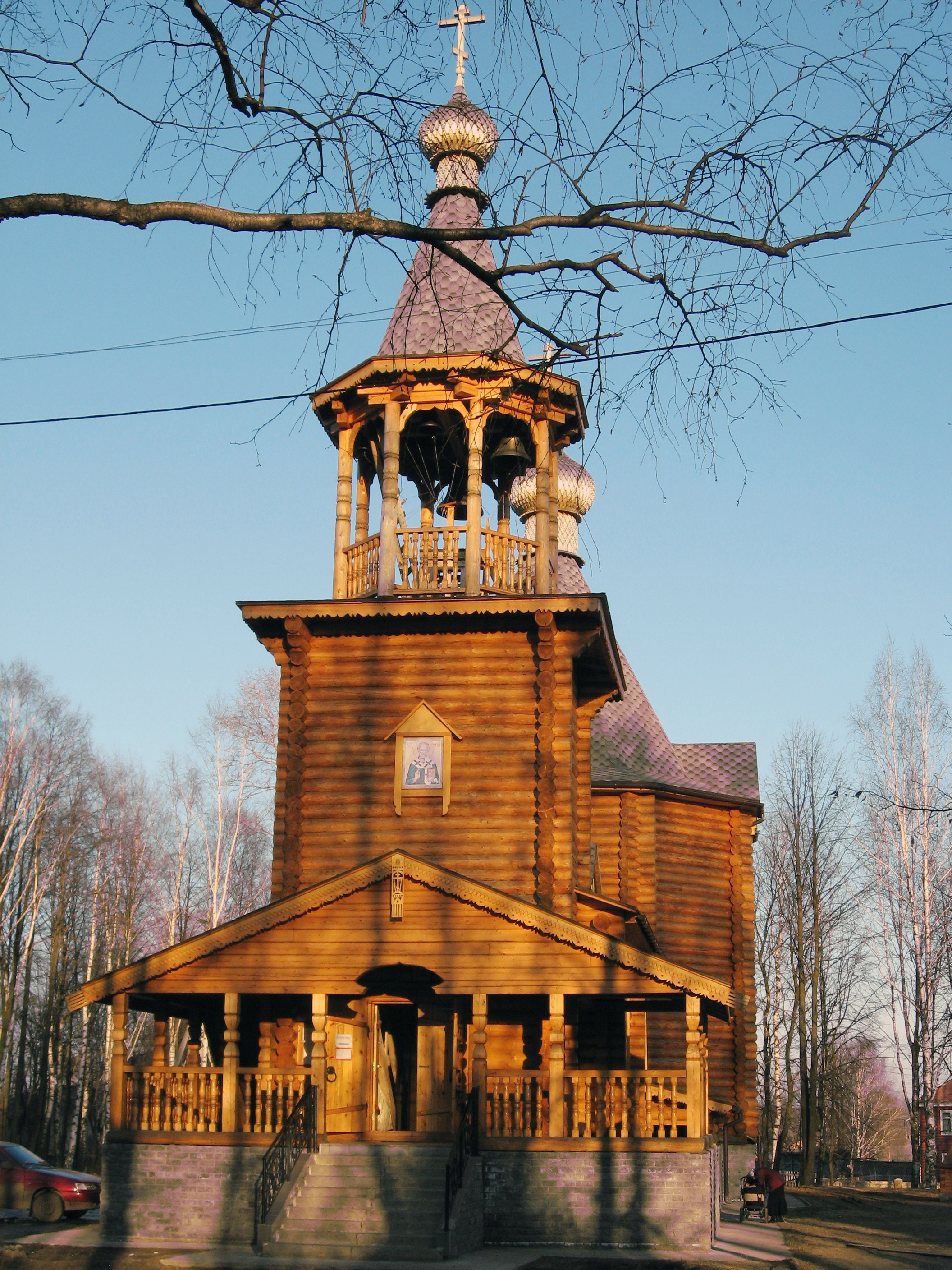
Świątynia św. Mikołaja

## Miasta partnerskie
- Great Falls